# Sanzhi

Situation du district dans Nouveau Taipei.

Sanzhi (chinois traditionnel : 三芝區 ; pinyin : Sānzhī Qū) est un district de la ville de Nouveau Taipei, à Taïwan.

## Géographie
- Superficie : 65,99 km2
- Population : 23 284 habitants (novembre 2010)